# Blíjnie (Djankoi)
|  | Per a altres significats, vegeu «Blíjneie». |

Blíjnie (en (ucraïnès): Ближнє) és un poble de la República Autònoma de Crimea a Ucraïna, que el 2014 tenia 345 habitants. Pertany al districte rural de Djankoi. Fins al 1948 la vila es deia Bereket.